# Katonagalambok

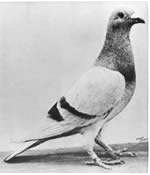
William of Orange
A II. világháborúban 2000 katona köszönhette neki az életét, mivel a rábízott üzenetet sikeresen juttatta el a parancsnokságra.

Katonagalambok a postagalambok azon fajtája, amelyet fegyverzajhoz szoktattak. Így lehetővé téve a kommunikációt a hadszíntér és a parancsnokságok között. 19. század elején jelentek meg, belga galambászoknak köszönhetően.

## Elterjedése
„Az 5. hadsereg 31 mozgó állomással, kb. 22 000 galambbal, a „c” hadcsoport 35 galambállomással és kb. 5000 galambbal dolgozott. Az 1916. év végén a nyugati fronton 450 állomás, mintegy 100 000 postagalambbal teljesített szolgálatot. Ezek aktív galambok voltak, hadviselési célra kiképezve.”
A galambtenyészetek a tökéletesség elérése érdekében beleépültek a honvédség állományába. A szelekcióra hatalmas figyelmet fordítottak, aminek meg is lett az eredménye, hiszen a galamb-hírnökök szinte tökéletesen ellátták a rájuk bízott feladatot. „Az antant hadsereg még a Monarchiánál és Németországnál is nagyobb létszámú galambállományt használt fel hírszolgálatra.”

## Érdekesség

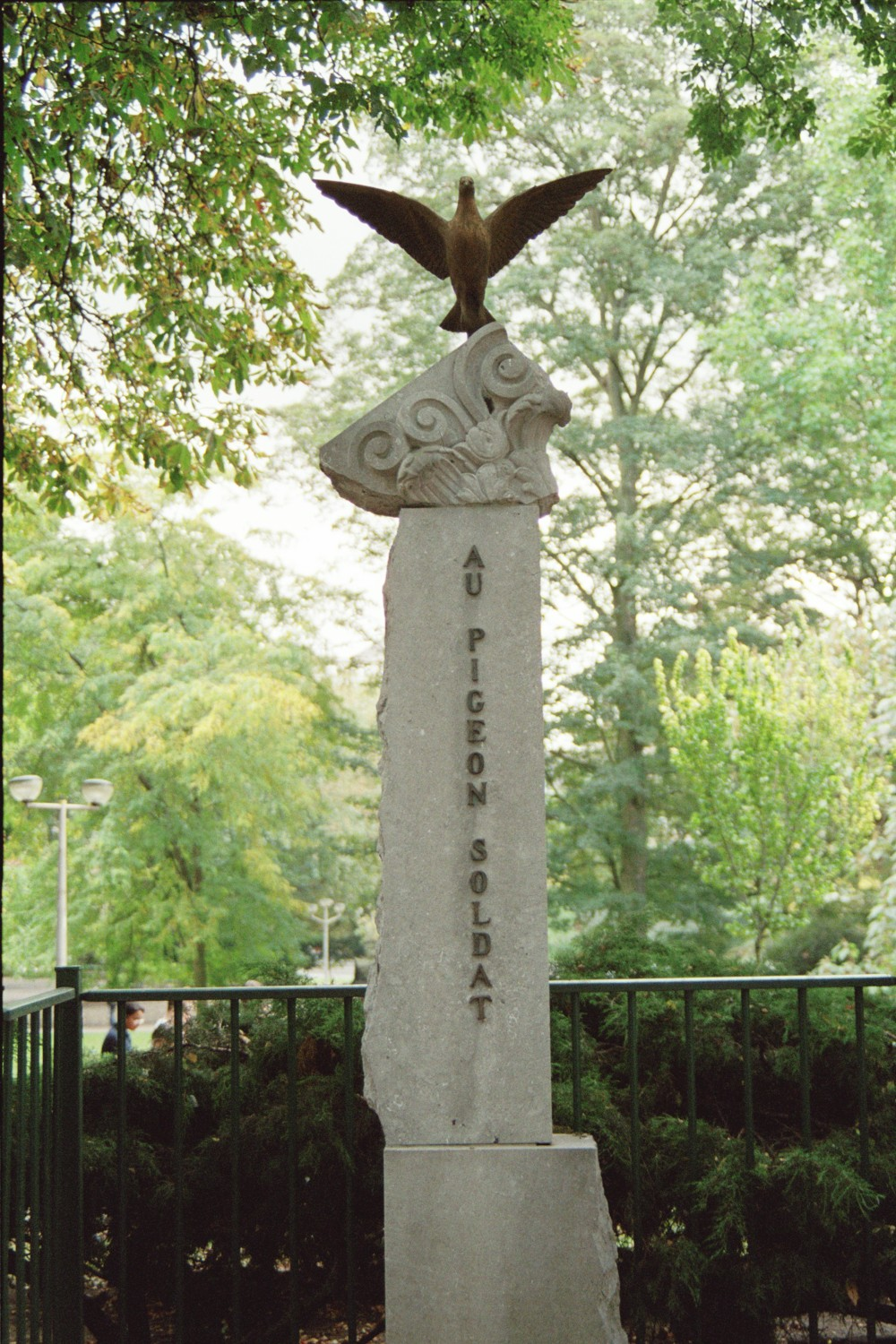
Emlékmű a katonagalambok emlékére Charleroi-ban (Belgium)

A katonagalambok jó néhányszor még kitüntetést is kaptak egy-egy jól végrehajtott feladat után. Colonel Fearless katonagalamb volt, neki köszönhető – többek közt – hogy a németeknek nem sikerült bekeríteniük az angolokat az első világháborúban. A galamb, akkor megsebesült, de túlélte.
Egy másik ütközet során gránát-szilánk találta el. Ekkor egyik szemére megvakult így már nem folytathatta a katonaságnál a pályáját. Később Londonban Colonel Fearless ezredest díszes temetés keretében helyezték végső nyugalomra.